# اشتاتماتن
اشتاتماتن (به فرانسوی: Stattmatten) یک کمون در فرانسه با جمعیت ۶۶۳ نفر است که در Canton of Bischwiller واقع شده‌است.